# ドラえもんのひみつ道具 (うあ-うと)
ドラえもんのひみつ道具 (うあ-うと) では、藤子・F・不二雄の漫画『ドラえもん』、『大長編ドラえもん』(VOL.1〜17)、藤子・F・不二雄のその他の著作に登場するひみつ道具のうち、読みが「うあ」で始まるものから「うと」で始まるものまでを列挙する。

## ウエスタンゲーム
ウエスタンゲームは、「ガンファイターのび太」（てんとう虫コミックス24巻に収録）に登場する。
未来の立体シューティングゲーム。アメリカ西部の建物を模したミニチュアで、2丁拳銃を撃ってその建物の陰から弾を撃ってくるガンマンの人形を倒す。現代にもあるおもちゃのシューティングゲームと変わらない物のようである。パーフェクトは3万点で、のび太はそれを達成した。
テレビアニメ第2作第2期「ガンファイターのび太」（2018年1月12日放送）では、ジオラマ風になっており、テンガロンハットを被る事で小さくなり、ガンマン気分でシューティングゲームを味わう事が出来るとされている。

## ウォータークリーンシップ
ウォータークリーンシップは、「酒の泳ぐ川」（てんとう虫コミックス36巻に収録）に登場する。
掃除機を象った道具。水上を走行して浄水を行う。
作中では、淡水である河川に使用している。『ドラえもん』派生作品の『地球環境警備隊』（『小学五年生』1993年2月号別冊付録）収録「第一部 ドラえもん 地球SOS」では、海水の浄化にウォータークリーンシップではなくシーウォータークリーナーを使用する描写がある。
テレビアニメ第2作第2期「パパとのび太と酒の泳ぐ川」では、川底のゴミや汚れを吸引中に壊れてしまった（ただし原作漫画では、この道具が故障する描写は存在しない）。

## うき水ガス
うき水ガス（うきみずガス）は、「雲の中のプール」（てんとう虫コミックス14巻に収録）、「ひるねは天国で」（同34巻に収録）、『ドラえもん のび太と雲の王国』に登場する。
消火器のような道具に入ったガス。これを空の雲に吹き付けると、雲がその形を崩さずに空に浮かんだまま液体の水になる。いわば空に浮かんだプールのような状態になり、雲の上で水泳などを楽しむことができる。ただし、溺れた者や水に沈む物は雲の底を抜けて地上に墜落してしまう危険性がある。また、雷雲に使うと身体が痺れてしまい、感電死する恐れがある。
「ひるねは天国で」や『ドラえもん のび太と雲の王国』では、雲かためガスで固めた雲の上に川や泉を作るために使用している。

## うきわパイプとタバコ
うきわパイプとタバコは、「うきわパイプ」（てんとう虫コミックス45巻に収録）に登場する。
浮き輪とパイプがセットになった道具。パイプを吸って息を吐くと浮き輪型になった煙が出、それを空で使うと絶対に溺れずに泳ぎの練習ができる。
ただし、パイプは本物と同じなので何度も吸っているとむせてしまう。また日本の法律上、未成年はこの道具を使うことができない（作中ではのび助に使用させている）。

## ウソ800
ウソ800（ウソエイトオーオー）は、「帰ってきたドラえもん」（てんとう虫コミックス7巻に収録）に登場する。
フラスコに入った飲み薬で、この薬を飲んだ人間の言ったことをすべて嘘とさせ、そのため言ったことと反対のことを現実に起こすことができる道具。たとえば「今日はいい天気だ」と口にすればどしゃぶりの雨が降り、「はげしい雨がふってきた」と言えば、雨はやむ。言った内容を取り消す方法は劇中では描かれていないが、テレビアニメ第2作第1期では「今のは全部本当」と言えば取り消せるとされている。具体的な有効時間については、原作漫画では言及されていない。ひみつ道具の事典では「75分持続する」と説明されている。また、一度言った内容は（取り消さない限り）時間経過で無効化されることはない。
フラスコはドラえもんを象った箱の中に取扱説明書と共に収められていた。この箱は、未来へ帰らなければならなくなったドラえもんが「ぼくが帰った後、どうしても我慢できないことがあったらこの箱を開けてごらん。そのとき君（のび太）に必要な物が出てくる」と言って残していってくれた「この箱自体が道具を出現させる道具」で、それを使用した結果、ウソ800が出てくることとなった。
この薬を飲んだのび太はエイプリルフールにかこつけて「ドラえもんを見かけた」という嘘を付いたジャイアンとスネ夫に仕返しを行い、雨でずぶ濡れにさせた後、スネ夫に対しては「君は犬にかまれない」と言って犬に追わせ、ジャイアンには「母親に褒められる」と言って母親に叱らせた。その直後、帰宅したのび太に玉子が「ドラちゃんはいたの?」と問いかけ、のび太が「ドラえもんはもう帰って来ない」と寂しさまぎれに本音の独り言をこぼしたことで、二度と会えないといって未来へ帰ったドラえもんの話は嘘になり、ドラえもんは再びのび太の元に来ることとなった。
川崎市、藤子・F・不二雄ミュージアム内のカフェではこの道具をモチーフにしたハーブティーを飲むことができる。

## うそつ機
うそつ機（うそつき）は、「うそつ機」（てんとう虫コミックス3巻に収録）に登場する。
鳥のくちばしを模した形状の道具。これを装着して嘘をつくと、聞いた者はどんなにムチャクチャな内容でも無条件に信じてしまう。嘘をつく相手は人間だけでなく、動物にでも可能である。
作中ではエイプリルフールにてのび太がスネ夫とジャイアンを騙す為に使用した。原作漫画では（ついた嘘を取り消さない限り）効果が持続する設定になっており、最初に「自分がのび太である」と騙されたママは、のび太帰宅後ものび太として振る舞い続けていた（テレビアニメ第2作第2期では、ママと同様に「うそつ機」の効果が持続しているジャイアンが、犬小屋の中に入ったまま吠えるオチで終わっている）。
しかし作品によっては、この設定が無視されている場合がある。例としてテレビアニメ第2作第1期では有効時間が存在する設定になっており、既に元に戻っていたママは、まだ効果が切れていないフリをしてのび太を騙し返していたという更なるオチが追加されている。
「ソノウソホント」と外見が酷似している。「ソノウソホント」との違いとして、「うそつ機」の場合はあくまで嘘は嘘のままであるのに対し、「ソノウソホント」は嘘が現実になる。

## うそつきかがみ
声 -北浜晴子(1973.4.9) 藤田安男（1979.8）→中田譲治（2011.12）→真殿光昭（2018.8）
うそつきかがみは、「うそつきかがみ」（てんとう虫コミックス2巻に収録）に登場する。
『白雪姫』の物語に出てくる、魔女（王妃）の持つ鏡（「この世で一番美しいのはだあれ」という質問に答える）似た道具。
自分の意志を持つ道具であり人語を話すが、その名のとおり発する言葉は全て嘘で、鏡面には鏡を前にする人間の極端に美化した姿を映し出して鏡の虜にさせる。鏡を見た人間は、映し出される美化された自分の姿にたちまち酔ってしまい、タバコや覚醒剤のように依存してしまう。鏡は自分に夢中になった人間にデタラメのアドバイスをしてメイクをさせ、まるで福笑いのような変な顔にさせ、くだらないイタズラで人間を騙しては喜んでいる。
ただし自意識を持つという性質上、持ち主の対応次第で改心させることも可能であり、ドラえもんは「割ってやる」と脅かすことで反省させ、以後鏡はそれまでとはあべこべに鏡を前にする人間を極端に崩れた顔に映すようになった。
映した姿を美化する機能は後世に実用化された写真加工アプリに通じる物があるが、おだてて変な顔にさせる機能の方はどのような目的で使われるのかは不明。
おせじ鏡
声 - 北浜晴子
テレビアニメ第1作「おせじ鏡の巻」（1973年4月29日放送）に登場する。性能はほぼうそつきかがみと同じだが、オチが「原作通りドラえもんが脅かして改心」ではなく、「ドラえもんが（後述の）けなす鏡とすり替えている」ため、原作同様に改心できる性能があるかどうかは不明となっている。
けなす鏡
声 - 不明
テレビアニメ第1作「おせじ鏡の巻」（1973年4月29日放送）に登場する。おせじ鏡と対になる鏡であり、映った者をけなす。

## うそ発見器
うそ発見器（うそはっけんき）は、「プロポーズ作戦」（てんとう虫コミックス1巻に収録）に登場する。
肩から提げるラジカセのような機械と、それにコードで繋がれたマイクのようなセンサーで構成される道具。嘘をついているかどうかを確かめたい対象者にこのセンサーをかざすことで使用するようだが、詳細は不明。テレビアニメ第2作第2期「のび太のプロポーズ作戦」（2009年5月22日放送）では、相手の言葉をマイクで拾うと、合っている場合は「ピンポン」という効果音と共に○となっていた。

## うちでの小づち
うちでの小づち（うちでのこづち）
大黒天の持っているような小槌。作品中では効果の異なる以下の2種類が登場する。
「うちでの小づち」（てんとう虫コミックス8巻に収録）
叶えて欲しい願いを口にしながらこれを振るとその願いが必ず叶えられるが、ひねくれた形でしか叶えてくれず、その過程で割に合わない苦労をさせられたり、かえって損をしたりする。
例えば、原作本編中では以下のような形で願いが叶えられた。
- ドラえもん「ドラ焼きが食べたい」→小づちから十円玉が出たので持って歩いていたら、うっかり落として道端に置かれていた引越中の家具の下に入った。取ろうとのび太と2人で持ち上げたところ、手伝ってくれると思い込んだ家人に引越しを手伝わされた。家人はお礼にドラ焼きをご馳走してくれたが、重たい家具を大量に運ばされた苦労には見合わなかった。
- のび太「千円くらい小遣いが欲しい」→友人が手紙を添えて千円をくれたが、それはのび太が貸していた切手アルバム（テレビアニメ第2作第2期ではゲーム機）を紛失したお詫びのお金だった。労力を掛けて作ったアルバムの弁償には、とても千円では足りないものだった。
- スネ夫「のび太より身長が高くなりたい」→振った拍子に小づちが手からすっぽ抜けて、たまたま後ろを歩いていたジャイアンの頭に当たった。仕返しに小づちで頭を殴られ、大きく膨らんだタンコブの分、のび太より１センチほど背が高くなった。
- ジャイアン「神成さんの家に飛び込んだサッカーボールを取り戻す」（テレビアニメ第2作第2期のみ。原作には登場しない）→神成さんがジャイアンの名前が書かれたサッカーボールを持って来て、「剛田武というのはお前か！」と怒鳴り込んできたので、ジャイアンは誤魔化そうとしていたが、そこに先生が通りかかりジャイアンに何をしているのかと聞く。なかなか返事をしないので、「剛田、返事をせんか！」と怒鳴られ、ジャイアンはうっかり返事をしてしまう。その為に嘘をついていた事がばれ、ジャイアンは神成さんと先生に怒られそうになり、ボールを持って逃げ出した。

「うちでの小づちでせいくらべ」（藤子・F・不二雄大全集5巻に収録）
これを振ると、一寸法師の小づちのように自分の背を伸ばすことができる。ただし体積は変えられないので、あまりに背を伸ばしすぎると体全体が細長くなり、不安定になり、風で飛ばされたりする。小づちを逆向きに振ると背が縮む。

## うちでのデパート
うちでのデパートは、「うちでのデパート」（てんとう虫コミックス23巻に収録）に登場する。
十円玉を入れて欲しいものを言いながら振ると、どんな商品でもミニチュアサイズだが本物が出てくる。専用の眼鏡をかけると実物大に見えるようになるが、あくまで見かけだけで実態は大きくなっておらず、眼鏡をかけていない人間からはミニチュアにしか見えない。椅子やベッドなどの人が体重をかける品物は潰れてしまい実用に堪えない。

## 宇宙カプセル
宇宙カプセルは、『ドラえもん のび太と銀河超特急』と『ドラえもん のび太の宇宙英雄記』に登場する。
飲むと真空や低温・高温、その他どんな環境の中でも快適に過ごすことが出来る。「テキオー灯」の錠剤版とも言える道具。更にこれを飲んだ状態で眠ると、一分間の睡眠につき一時間眠ったのと同じ睡眠効果を得られる。

## 宇宙完全大百科端末機
声 - 設楽麻美（2018.4）
宇宙完全大百科端末機（うちゅうかんぜんだいひゃっかたんまつき）は、「宇宙完全大百科」（てんとう虫コミックス42巻に収録）、『ドラえもん のび太のドラビアンナイト』および『ドラえもん　のび太と雲の王国』に登場する。
この宇宙のありとあらゆる情報が網羅された『宇宙完全大百科』に接続し、内容を検索できるという端末。宇宙完全大百科とはアカシックレコードのような存在で、過去〜現在〜未来まで宇宙のあらゆる情報を詰め込んだメモリーバンクであり、その容量の膨大さゆえに大きさが惑星ほどのサイズにまで膨れあがっている。あまりの大きさのため宇宙空間に人工衛星のように浮かべてあり、利用者は地上から端末を使ってマイクに探したい項目を吹き込んで利用することになる。端末は百科事典を模した形をしており、ノートPCのように横に寝かせて辞典を開いて使用する。調べたい項目を入力する際は詳細に吹き込むのが基本だが、テレビアニメ第2作第2期では、大まかに吹き込んだとしても使用者が求める情報を的確に提示してくれるとされている。
この事典は、ドラえもんが「どんな小さなことでもちゃんと載っている」と説明している通り、何でもない普通の小学校の一学級の宿題（解答含む）や草野球の試合結果（決定的写真付き）のような非常に瑣末な情報、言葉の辞書的な定義から、特定の個人の情報（ハールーン・アッ＝ラシードのような著名人のほか野比のび太のような一般人も含む）まで、まさにありとあらゆる情報が収められている。しかし作品によっては、この設定が無視されている場合があり『ドラえもん のび太の新恐竜』では、ドラえもんがこれを使ってキューとミューについて調べたのだが情報が載っていなかった。

## 宇宙救命ボート
宇宙救命ボート（うちゅうきゅうめいボート）は、「行け！ノビタマン」（てんとう虫コミックス21巻に収録）、「のび太も天才になれる?」（同32巻に収録）、「めいわくガリバー」（同36巻に収録）、「気まぐれカレンダー」（同41巻に収録）、「流れ星ゆうどうがさ」（てんとう虫コミックス『ドラえもんプラス』5巻に収録）、『ドラえもん のび太とアニマル惑星』、『ドラえもん のび太の宇宙漂流記』に登場する。
全自動式の小型宇宙船。発射ボタンを押すと、地球人が住めそうな星を自動的に探し、目的地の星まで勝手に飛んで行く。操縦席はおろか、発射ボタン以外には何のスイッチもなく、一度発射すると目的地の星に着くまで止めることはできない。ただし、目的地の星に着いてから再び発射ボタンを押せば地球へ戻ることは可能。「行け！ノビタマン」では、ドラえもんが「地球が爆発するような時、これに乗って他の星へ逃げる」と説明していたが、その後の作中では他の星へ気軽に旅行できる宇宙船として使われることが多くなった。「めいわくガリバー」では「自分達よりサイズが小さい人が住む星」等、何かしらの条件を入力した場合、その条件に合った星を探すことができるようになっていた。『のび太とアニマル惑星』では、ボタンの他にもスイッチや他の機能（その星にしかない物質を探知ユニットに入れ、発射ボタンを押すと、その星まで全自動で航行する）という機能が追加された。
『のび太の宇宙漂流記』では、到着する対象が星ではない存在（この場合巨大な宇宙船）であっても（事前に警告はあるが）正常に機能するとされている。ゲームボーイ用ソフト『ドラえもん きみとペットの物語』では人工物は使用できない設定になっており、探知ユニットに投入して移動自体は出来たものの、故障で不時着してしまっていた（ただし原作漫画では、どちらの設定及び描写も存在しない）。

## 宇宙クリーム
宇宙クリーム（うちゅうクリーム）は、「しあわせのお星さま」（てんとう虫コミックス18巻に収録）に登場する。
化粧品のクリームのような道具。このクリームを全身に塗ると、宇宙服の着用時と同じ状態になり、宇宙空間で活動できるようになる。この道具では宇宙空間での呼吸については考慮されていないので、「酸素ボンベ」を併用して呼吸手段を確保する必要がある。ドラえもんはロボットなので塗る必要がない。また、塗るには全裸にならなければならないという手間がある。
テレビアニメ第2作第2期「月面クレーターを滑っちゃえ！」（2022年2月5日放送）では、酸素ボンベを併用せず宇宙クリームのみで月面へ向かっており、顔や腕、脚に塗るだけでも効果を発揮している。
宇宙クリームスプレータイプ
『ドラえもん のび太の宇宙漂流記』に登場する。前述のクリームタイプが服を脱いで全身にまんべんなく塗る必要があったのに対し、服を着た状態でスプレーをかけるだけで済むようになり、手軽に使えるようになった。映画では酸素ボンベは併用していない。

## 宇宙探検ごっこ
宇宙探検ごっこ（うちゅうたんけんごっこ）は、「宇宙探検ごっこ」（てんとう虫コミックス29巻に収録）に登場する。
ゴム風船を応用した遊戯用具。ゴム風船でできた星、ロケット、怪獣などがセットになって箱に入っている。それらを膨らませて（少し息を吹き込めば、後は自動的に必要な大きさまで膨らんでいく）空に浮かべ、ロケットに乗り込んで操縦し、最も大きな風船の星に着陸させる（ロケットもゴム風船であるため、次第にしぼんできて墜落する恐れもある）。その星の上では、襲ってくるゴム風船の怪獣を光線銃で退治したり、ゴム風船の鳥に乗ってレースをするなどの遊戯を楽しめる。なお、ゴム風船の星に杭など（作中ではジャイアンとスネ夫が自分たちの星だと記した立て札）を打ち込むと破裂してしまう。

## 宇宙探検ごっこヘルメット
宇宙探検ごっこヘルメット（うちゅうたんけんごっこヘルメット）は、「のび太のスペースシャトル」（てんとう虫コミックス25巻に収録）に登場する。
このヘルメットを被ると、周囲のなんでもない風景がまるで宇宙のように見える。しかし、普通の人も宇宙人のように見えるため注意が必要。

## 宇宙探検すごろく
声 - 白石稔（2016.4）
宇宙探検すごろく（うちゅうたんけんすごろく）は、「宇宙探検すごろく」（てんとう虫コミックス20巻に収録）に登場する。
宇宙探検さながらの気分を存分に味わえるすごろく。すごろくの箱の端に穴が空いており、プレイヤーがそこへ手を差し込むと、体が小さくなって箱の中に吸い込まれる。箱の中には宇宙の彼方の荒れ果てた惑星のような広大なゲームフィールドが広がっている。プレイヤーは四脚式の乗り物に乗り込み、宙天に浮かぶサイコロをレーザーガンで撃ち、出た目に従って惑星上を進む。すごろくというだけあり、トラップにはまると「1回休み」や「ふりだしにもどる」というペナルティーを受けることもある。あがりに到達すると箱から出られ、元の大きさに戻る。乗り物から下りて自分の足で進むことも可能だが、密林地帯があり非常に迷いやすく、ジャイアンとスネ夫は迷子になって出られなくなってしまった。
テレビアニメ第2作第2期「宇宙探検すごろく」（2016年4月1日放送）では、グリッド形式のルートと、ルーレットに変更され、アナウンス機能が追加されている。ジャイアンとスネ夫がこのゲームで最下位になったらピーマン丸齧りの罰ゲームを持ち掛けた。その最中に2人の宇宙人が参戦して7人制でのプレーとなる。また、途中に近道だけど危険なアステロイドコースと、遠回りだけど安全なコースがある。スネ夫はアステロイドコースを選ぶが、途中で岩に激突し3回休みになり、それを見ていたのび太はゆっくり進む事で切り抜けた。結果はのび太の優勝で、ルーレットで引いたポテトチップスに含まれた塩を浴びてナメクジになってしまった宇宙人が最下位となった。なお原作のようにジャイアンとスネ夫は迷子になる展開はなく、無事にゴールした。

## うつしっぱなしミラー
うつしっぱなしミラーは、「うつしっぱなしミラー」（てんとう虫コミックス22巻に収録）、「羽アリのゆくえ」（同25巻に収録）に登場する。
対象物を映しながら赤いボタンを押すと、その対象物をそのまま鏡面に映し続ける小さなミラー（鏡）。一度映す対象をセットすると、その対象からどんなに離れても映し続けることが可能。また対象物周囲の音声も、このミラーから発することができる。このため劇中ではある少年とその父親の船員に互いの相手の姿を映したミラーを持たせ、テレビ電話のように活用していた。
「ファンタメガネ」と同様の効果を持つフィルター機能「ファンタ・フィルター」を適用すれば、昆虫など人間以外の生物を擬人化して親しみやすく映すことができる。
同様の道具として26インチミラーがある。原作では無名だが、テレビアニメ第2作第1期「羽アリのゆくえ」（1993年4月2日放送）では「ワイドうつしっぱなしミラー」としている。「うつしっぱなしミラー」を「ワイドうつしっぱなしミラー」に読み込ませることで設定が引き継がれ、26インチの大画面で観察を続けることができる。

## うつしぼくろ
うつしぼくろは、「うつしぼくろ」（てんとう虫コミックス『ドラえもんプラス』6巻に収録）に登場する。
黒と赤のほくろのセット。それぞれを別々の人に付けると、赤を付けた人の性格や習性を、黒を付けた人にうつすことができる。
赤のほくろを付ける対象は人間以外でも、生きていない者でも有効。作中では黒をジャイアン、赤を魚屋のタコに付けた際にジャイアンがタコのようにクニャクニャになってしまったが、のび太のママが買い物に来た際に赤のほくろが付いてしまい、黒のほくろが付いたジャイアンはママの人格になった。

## うつつまくら
うつつまくらは、「うつつまくら」（てんとう虫コミックス第5巻に収録）に登場する。
この枕で寝ると、寝る前までの出来事が夢になり、新たに見た夢の方が現実になる。また、夢の内容を自由に調節することも可能。
作中のラストでは、のび太が目を覚ました時には「うつつまくら」が消失しており、ドラえもんは「そんな道具は知らない」と述べている。この描写が「のび太の夢の中でドラえもんが出した道具であって、作品世界における現実には存在しない（夢オチ）」という事なのか、あるいは「夢を現実にするという性質上、作中のラストでのび太が目を覚ます前まで作品世界の現実に存在していた」という事なのかは、劇中で明確にされておらず「うつつまくら」が実在していた道具であるかどうかもはっきりしていない。
設定を解説する解説本の類についても、書籍によって「うつつまくら」についての解説が異なっている。『ドラえもん全百科（ドラえもんオールひゃっか）』（1979年7月25日発行）を始めとする各道具百科本では「うつつまくら」の解説記事が設けられている。その一方『ドラえもん最新ひみつ道具大事典』（2008年9月3日発行）では「道具が出てこないエピソード」の中で紹介されている。
テレビアニメ第2作第2期では、作品世界の現実で「うつつまくら」が明確に実在している描写が複数存在する。映画『ドラえもん のび太の新魔界大冒険』では、冒頭及び雪山で遭難しかけている場面で、ドラえもんが慌てて取り出したひみつ道具の中に「うつつまくら」も含まれている。それだけでなく「シンデレラはどこいった?」（2010年6月4日放送）及び「トリセツ・メーカー」（2016年5月13日放送）では、ドラえもんが部屋中にひみつ道具を広げている時に「うつつまくら」も床に置かれている。
ポピーが販売したドラえもんドンジャラには「うつつまくら」がパイの1つとして登場している。

## うでクーラー
うでクーラーは、「うでクーラー」（『よいこ』1973年8月号掲載、藤子・F・不二雄大全集第18巻に収録）に登場する。
腕時計型のクーラー。腕にはめると涼しくなる。ねじを巻くともっと涼しくなる。

## 腕こたつ
腕こたつ（うでこたつ）は、「ドラえもん大事典」（てんとう虫コミックス11巻に収録）で紹介されている。
腕時計型のこたつ。腕にはめると腕だけでなく体中が暖まる。

## 腕ずくチケット
腕ずくチケット（うでずくチケット）は、「またもジャイアンコンサート」（てんとう虫コミックス38巻に収録）に登場する。
力こぶをつくる腕の絵が描かれたチケット。何かのイベントの入場券として人にこれを渡すと、渡された人はどんな理由があろうとそのイベントへの出席を拒否できなくなる。渡された人はこれを渡された時点でその事を認識するらしく、ジャイアンのコンサートへ出席させるためにこれを配ったのび太は、受け取った友人達から恨み言を吐かれていた。